# 望平県
望平県（ぼうへい-けん）は中華人民共和国遼寧省にかつて存在した県。現在の錦州市黒山県北東部に相当する。
金代に設置され、明初に廃止された。